# Yob
Yob (estilizado como YOB) é uma banda americana de doom metal de Eugene, Oregon, composta pelo vocalista/guitarrista Michael Scheidt, pelo baixista Aaron Rieseberg e pelo baterista Dave French. Seu álbum de estúdio mais recente, Our Raw Heart, foi lançado em junho de 2018.

## Integrantes

### Formação atual
- Mike Scheidt - vocal e guitarra
- Aaron Reiseberg - baixo
- Travis Foster - bateria

### Ex-integrantes
- Lowell Iles - baixo
- Greg Ocon - bateria
- Gabe Morley - bateria
- Isamu Sato - baixo

## Discografia

### Álbuns
- Elaborations of Carbon (12th Records, 2001)
- Catharsis (Abstract Sounds, 2003)
- The Illusion of Motion (Metal Blade, 2004)
- The Unreal Never Lived (Metal Blade, 2005)
- The Great Cessation (Profound Lore Records, 2009)
- Atma (Profound Lore Records, 2011)
- Clearing the Path to Ascend (Neurot Recordings, 2014)
- Our Raw Heart (Relapse Records, 2018)

### Demos
- YOB (2000)